# Ammotrechella stimpsoni
Espèce
Synonymes
- Galeodes stimpsoni Putnam, 1883

Ammotrechella stimpsoni est une espèce de solifuges de la famille des Ammotrechidae.

## Distribution
Cette espèce se rencontre aux États-Unis en Floride et au Mexique.

## Publication originale
- Putnam, 1883 : The Solpugidae of America: Papers of J. Duncan Putnam, arranged for publication by Herbert Osborn. Proceedings of the Davenport Academy of Natural Sciences, vol. 3, p. 249-310.